# Lilla Panntjärnen
Lilla Panntjärnen är en sjö i Älvdalens kommun i Dalarna och ingår i Dalälvens huvudavrinningsområde.